# Sargus ptecticoideum
Sargus ptecticoideum är en tvåvingeart som först beskrevs av Lindner 1966.  Sargus ptecticoideum ingår i släktet Sargus och familjen vapenflugor.
Artens utbredningsområde är Kongo. Inga underarter finns listade i Catalogue of Life.